# .re
.re је највиши Интернет домен државних кодова (ccTLD) за Реинион. Заједно са .fr и .tf, администриран је од стране AFNIC-а.